# 格陵兰国家达勒

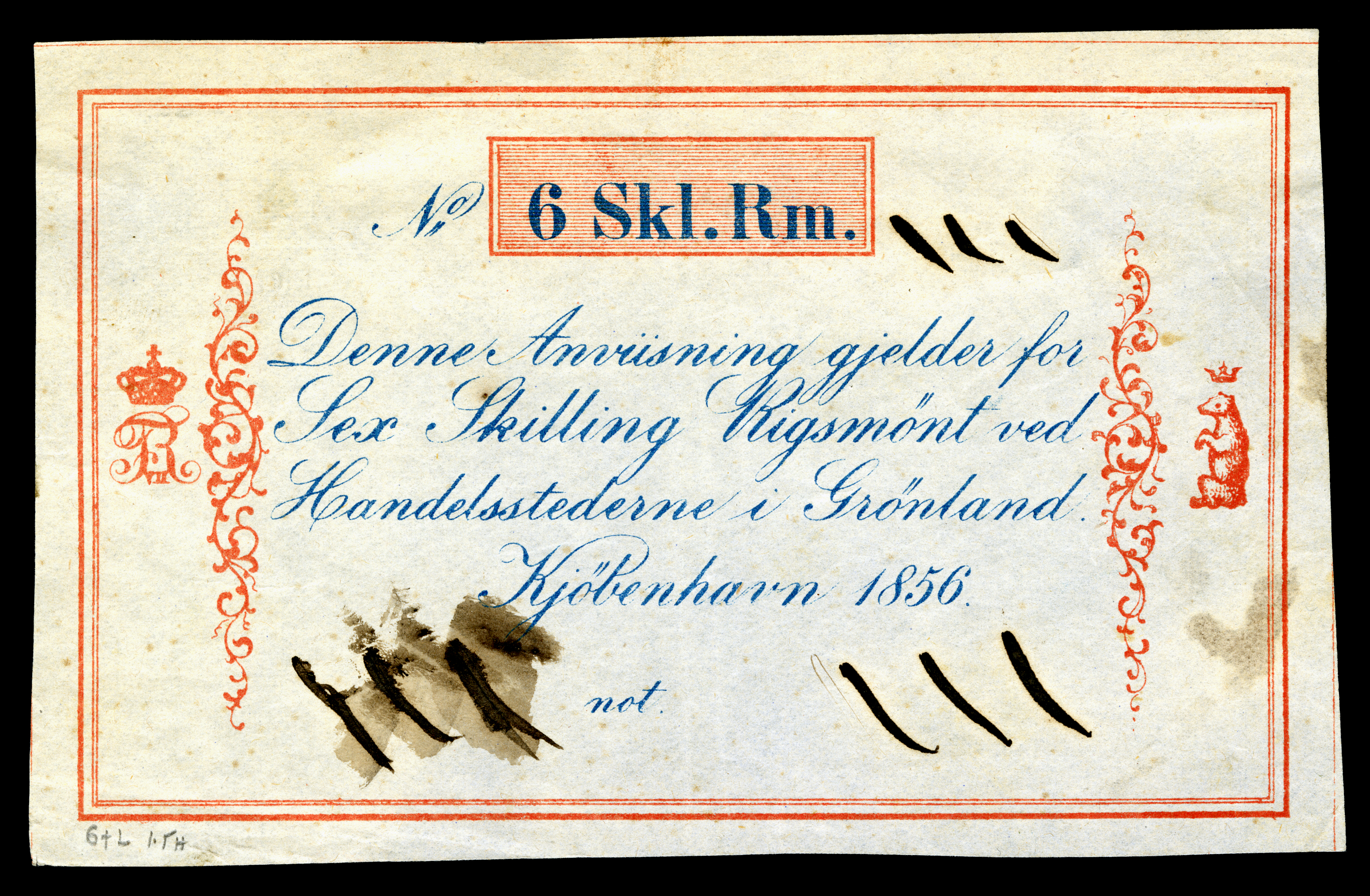
1856年发行的纸币

格陵兰国家达勒（英語：Greenlandic rigsdaler）是1874年前格陵兰的官方钱币。格陵兰国家达勒与丹麦国家达勒的价值相等，格陵兰国家达勒从1803年开始与其他纸币一起在格陵兰流通。

## 历史
1813年前1格陵兰国家达勒可以兑96斯基林（skilling）。1813年起格陵兰国家银行达勒（rigsbanksdaler）取代了格陵兰国家达勒成为格陵兰的官方货币，1格陵兰国家银行达勒可以兑6格陵兰国家达勒，1格陵兰国家银行达勒等于96国家银行斯基林。1854年格陵兰国家银行达勒更名为国家达勒和斯基林国家蒙特（skilling rigsmønt）。1874年引入了新的货币单位克朗（kroner），1国家达勒可以兑2克朗。

## 纸币
1803年皇家格陵兰贸易公司（Kongelige grønlandske Handel）发行了面额为12和24的斯基林纸币，以及面额为0.5和1的国家达勒。次年格陵兰贸易站（Handelsstederne i Grønland）接管了纸币的发行，发行了面额为6和12的国家达勒纸币。
1819年经过货币改革后发行了面额为 6、12、24的斯基林纸币以及面额为1的国家银行达勒纸币。1856年这些纸币被替换为面额相同的新纸币，新纸币采用了新名称：斯基林国家蒙特（skilling rigsmønt）和国家达勒。